# Balanophora fungosa
Espèce
Balanophora fungosa, parfois appelée Racine de champignon, est une espèce de plantes à fleurs de la famille des Balanophoraceae. Cette espèce est présente en Asie du Sud, en Asie du Sud-Est, en Australie et dans certaines îles du Pacifique. Il s'agit d'un parasite obligatoire qui pousse sur les racines des arbres de la forêt tropicale. La structure florifère a la forme d'un bouffon mais consiste en fait en un globe recouvert de milliers de petites fleurs femelles. Le globe est entouré à sa base par un nombre beaucoup plus petit de fleurs mâles. En fleur, la plante émet une odeur ressemblant à celle des souris,.

## Description
Comme les autres membres de son genre, B. fungosa est holoparasite et ne contient pas de chlorophylle. Les parties aériennes de la plante consistent en un tubercule dur, de forme irrégulière, d'où partent les structures portant les fleurs. Les feuilles sont en forme d'écailles, de couleur crème pâle, 8-30 mm longues, 7-20 mm larges et plus ou moins attachées à la tige.
La plante est monoïque ou dioïque. Lorsqu'elle est monoïque, elle porte à la fois des fleurs pistillées (femelles) et des fleurs staminées (mâles). Des milliers de fleurs femelles minuscules couvrent une structure en forme de globe 15-20 mm de diamètre. Les styles font moins de 1 mm de long. Une vingtaine de fleurs mâles sont disposées autour de la base du globe, chacune ayant un diamètre d'environ 3-5 mm avec un pédicelle d'environ 5-6 mm de long et sont couvertes de pollen blanc poudreux.

## Liste des sous-espèces et variétés
Selon GBIF (23 décembre 2023) :
- Balanophora fungosa subsp. fungosa
- Balanophora fungosa subsp. indica (Arn.) B.Hansen
- Balanophora fungosa var. fungosa
- Balanophora fungosa var. globosa (Jungh.) B.Hansen
- Balanophora fungosa var. minor (Eichler) B.Hansen

## Systématique
Le nom correct complet (avec auteur) de ce taxon est Balanophora fungosa J.R.Forst. & G.Forst.,.
Balanophora fungosa a pour synonymes :
- Cynomorium balanophora Forsyth f.
- Cynomorium balanophora Willd.
- Cynomorium fungosum Raeusch.
- Cynomorium fungosum Raeusch. ex Steud.

Balanophora fungosa a été décrite par Johann Reinhold Forster et Georg Forster en 1774 dans Characteres Generum Plantarum,.
L'épithète spécifique, fungosa, dérive du latin fungosus et signifiae "comme un champignon".
Les noms de deux sous espèces sont acceptées par l'Australian Plant Census :
- Balanophora fungosa fungosa[8]
- Balanophora fungosa indica  (Arn.) B.Hansen[9].

Balanophora fungosa fungosa est monoïque, tandis que la sous-espèce « indica » est dioïque.
Balanophora fungosa se trouve dans les forêts côtières depuis le niveau de la mer jusqu'à 900 m en Australie, à Taïwan, en Indonésie, îles Ryukyu, en Nouvelle-Guinée, aux Philippines, dans certaines îles du Pacifique dont la Nouvelle-Calédonie, l'Inde et Cambodge. En Australie, il est présent dans le Queensland de la frontière avec la Nouvelle-Galles du Sud à la péninsule du cap York.
Douze espèces de plantes dans huit familles sont connues pour être des hôtes de Balanophora fungosa var. indica, y compris certaines des espèces des genres Syzygium, Olea et Rapanea. La plante est parfois une mauvaise herbe dans les plantations de café et de thé.
De nombreux petits animaux visitent les fleurs, notamment des fourmis, des collemboles, des mouches, un papillon de nuit de la famille des Noctuidae, et même des rats, qui semblent être attirés par l'odeur. Des ouvrières de l'abeille asiatique, Apis cerana, ont été observées en train de collecter du pollen. Deux espèces de coléoptères du genre Lasiodactylus, un papillon de nuit de la famille des Pyralidae et un papillon de nuit de la famille des Tipulidae utilisent les bractées à la base des fleurs comme site de reproduction.

## Utilisation comme médicament
Certaines cultures, comme le peuple Paliar du Tamil Nadu, utilisent B. fungosa pour traiter des conditions médicales.

## Galerie

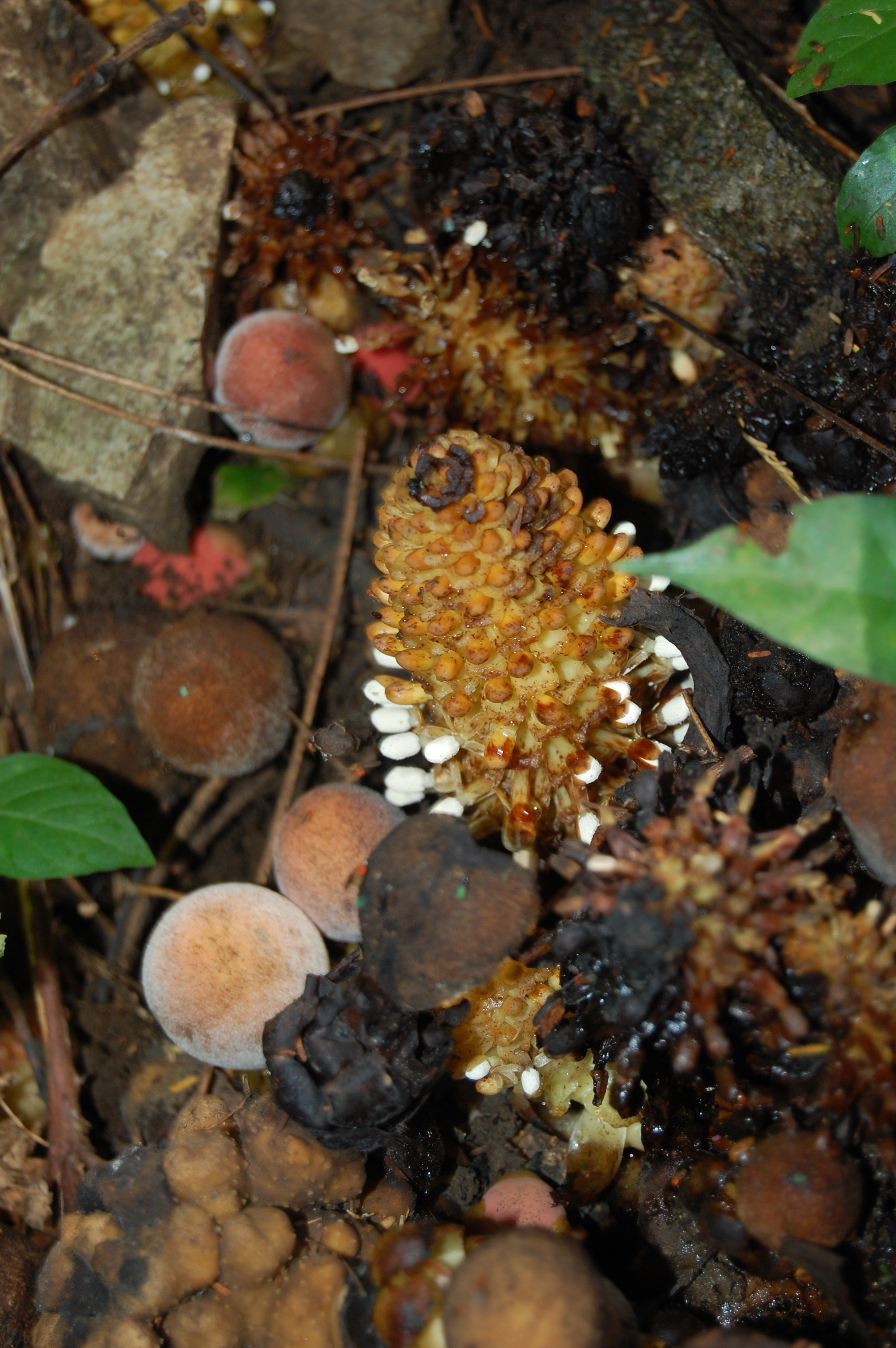
Balanophora fungosa indica dans le Nord de la Thaïlande.
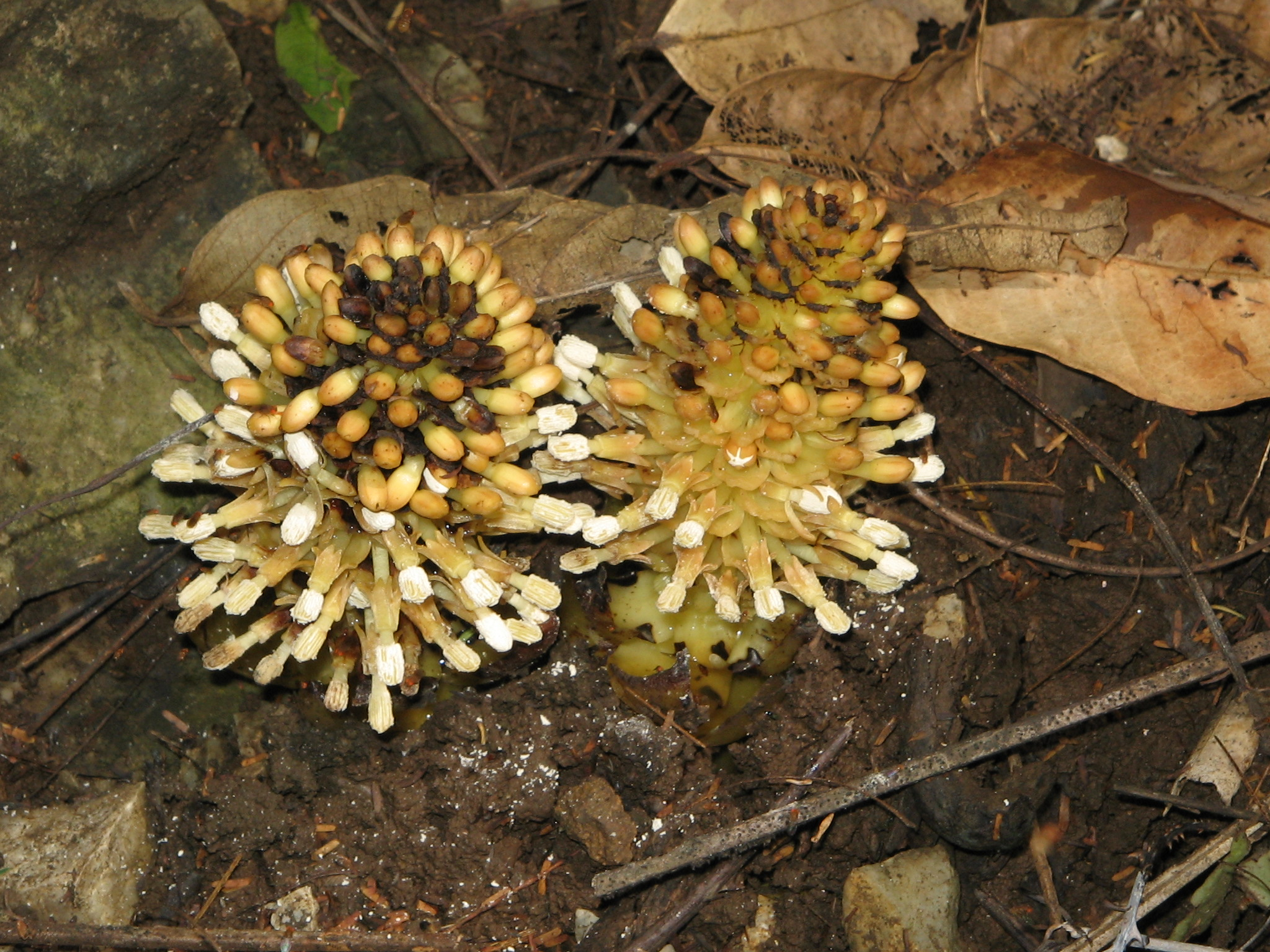
Plante mâle.
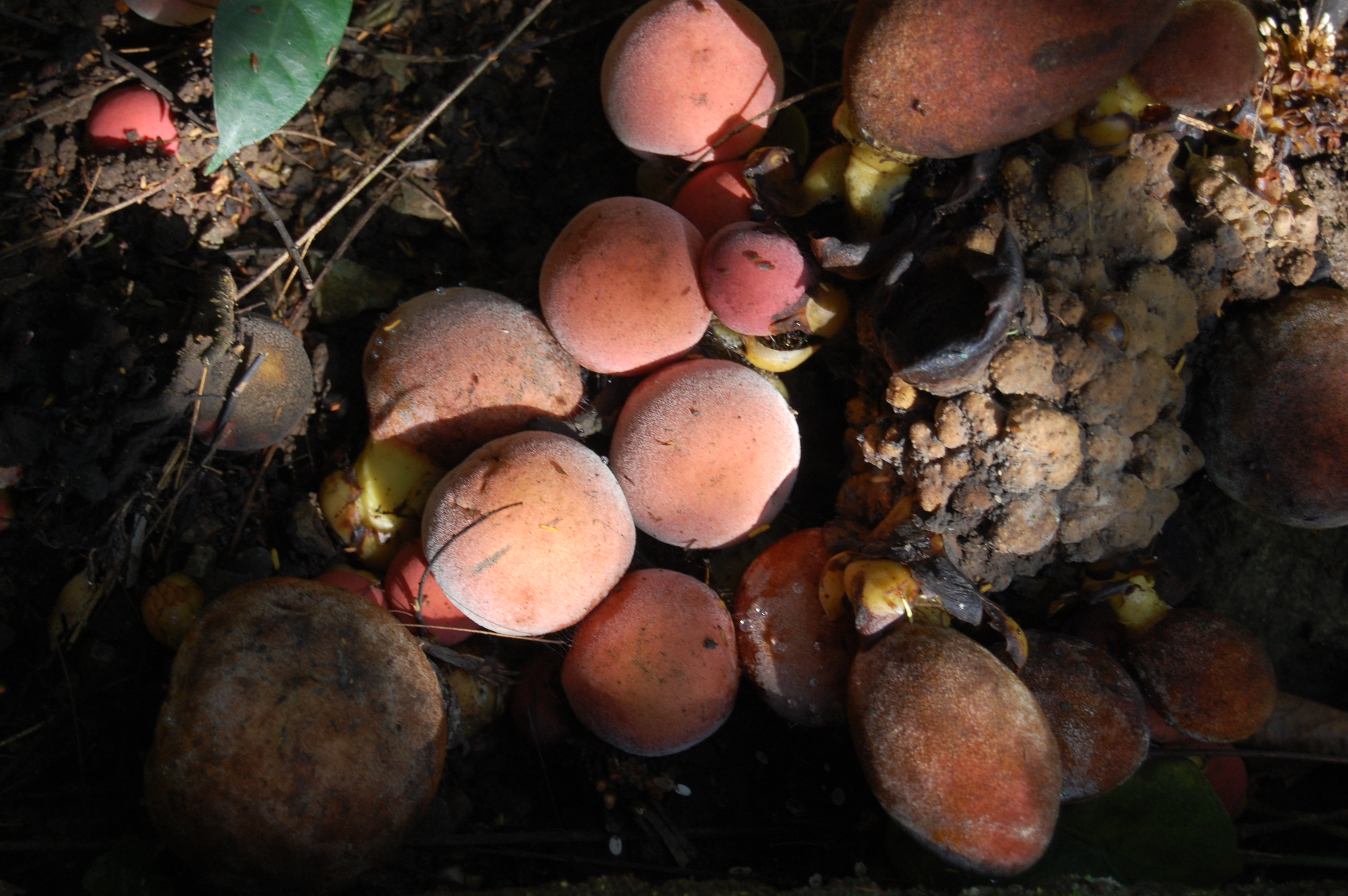
Plante femelle.